# Irisbus Civis
El Renault Matra Civis (Irisbus Civis) es un autobús guiado por un sistema óptico desarrollado por Matra Transport. Existe en versión diésel-eléctrica (Las Vegas), pero también en versión trolebús (Bolonia). Además del sistema de guiado óptico, se diferencia del Cristalis únicamente en la posición central del asiento del conductor, que requiere una extensión de la carrocería de aproximadamente 50 cm hacia delante, con un parabrisas más inclinado. El sistema de guiado óptico, desarrollado por Siemens Transport, le permite circular por carriles exclusivos, incluso los más estrechos, sin que el conductor tenga que sujetar el volante. Por esta razón, su fabricante lo presenta engañosamente como un tranvía con neumáticos.
Irisbus no ha vendido ni el Civis ni el Cristalis desde 2010.

## Historia
A principios de la década de 1990, la división de autobuses de R.V.I. se interesó por la movilidad del futuro y, en el Salón del Automóvil de París de 1994, presentó una serie de prototipos llamados "Les Citadines", un estudio exhaustivo del transporte urbano. Entre ellos se encontraba el Renault City-Site, un concepto desarrollado por Renault Véhicules Industriels, a medio camino entre un autobús urbano y un tranvía. El vehículo era solo un prototipo en papel, ilustrado con imágenes generadas por ordenador, un autobús al que se le podían añadir módulos para aumentar su capacidad entre 70 y 200 pasajeros, un piso rebajado y un motor híbrido diésel/eléctrico o de gas natural. El City-Site sentó las bases del futuro Renault Civis.
Entre bastidores, surge una colaboración entre la división de autobuses de R.V.I. y Matra Transport, filial de Lagardère especializada en automatización para el transporte público, para crear el autobús del futuro. En 1994, se lanzó un programa cuyo objetivo era desarrollar un autobús de piso bajo en toda su longitud, del cual derivarían un trolebús y un autobús diésel-eléctrico. Matra inició el proyecto; para que los pasajeros aprovecharan al máximo un autobús de piso plano, el vehículo debía detenerse exactamente en el punto correcto de la parada. Se diseñó entonces un sistema de guiado óptico para detener el vehículo con una precisión de un centímetro. Esto le dio al autobús la ventaja del tranvía o el metro. Matra desarrolló así la ingeniería general del sistema de guiado. En resumen, se dibujaban marcas en el suelo con pintura, que el vehículo detectaba mediante cámaras, lo que le permitía seguir automáticamente la ruta establecida. El conductor solo estaba allí para afrontar imprevistos.
En 1997, Renault presentó en Vénissieux un modelo estático del Civis a escala 1, realizado conjuntamente por RVI (Dominique Pasinetti y Daniel Darlot) y Renault design (Piero Stroppa, Pierre Castinel, Stéphane Maiore, Benoit Lambert, Pierre Louisnard y Marion Villain) para presentárselo al Ministro de Transportes Jean Claude Gayssot en el salón GART de Dijon en 1998 y el sistema de guiado desarrollado por Matra Transport, que desde entonces se había convertido en Matra Transport International tras su adquisición por Siemens en 1995. 
Renault enfatizó la modularidad del Civis, disponible en varias longitudes según las necesidades de la red, e incluso se atrevió a afirmar que era un vehículo limpio gracias a sus motores eléctricos, ignorando por completo el generador diésel. Renault y Matra incluso anunciaron una primera prueba con la RATP a finales de 1998 en la ruta Trans Val-de-Marne.
Pero el vehículo no estaba listo, y las primeras entregas tuvieron que esperar hasta finales del año 2000. Mientras tanto, la división de autobuses y autocares de Renault se fusionó con la de la empresa italiana Iveco para formar Irisbus. Por lo tanto, el Civis se comercializaría bajo la marca Irisbus.
Las cadenas no se apresuran a comprar el Civis; solo las de Rouen y Clermont-Ferrand están interesadas, aunque con muchas reservas. Rouen considera 57 ejemplares a largo plazo, pero solo firma por dos primeros de serie para evaluar el vehículo a finales de 2000. Clermont-Ferrand, aún más reservada, acepta seis ejemplares para pruebas en régimen de arrendamiento por tres años. Los vehículos se entregan en enero de 2001, la presentación tiene lugar en febrero y, posteriormente, el Civis entra en una fase de experimentación técnica sin pasajeros. Se observan diferencias entre los frontales del Civis de Clermont, con un puesto de conducción central que impide la venta de billetes a bordo, y los de Rouen, con un puesto de conducción a la izquierda, cuyo frontal será adoptado posteriormente por el Cristalis. Tanto en Rouen como en Clermont, los autobuses Civis utilizados son versión diésel y el sistema de guiado, por dificultades de homologación, sólo puede utilizarse para ayudar al autobús a posicionarse al acercarse a las paradas...
En febrero de 2001, el Civis encontró un nuevo cliente en la red de transporte de Las Vegas, con cinco unidades fijas y diez opcionales. En Francia, la fase de prueba, prevista para seis meses, duró finalmente un año, con su puesta en servicio en febrero de 2002 en la red de Ruan. Desafortunadamente, el Civis seguía teniendo dificultades para convencer; los primeros resultados operativos fueron catastróficos: un consumo muy elevado, de unos 100 litros cada 100 km, un 30 % superior al de un Renault Agora con picos de hasta 150 litros con aire acondicionado. La fiabilidad es un término que debe prohibirse, y los recambios son escasos y caros. En 2002, Ruan emprendió acciones legales para rescindir el contrato y abandonó el Civis en octubre de 2003. Clermont-Ferrand abandonó el experimento del Civis en diciembre de 2004. El único consuelo para Irisbus fue que el Civis entró en servicio en junio de 2004 en Las Vegas; la versión estadounidense recibió un motor Cummins en lugar del Renault. La ciudad de Bolonia se interesó por el Civis, pero en su versión trolebús se realizó un pedido de 49 unidades durante 2005.
El Civis, comercializado por primera vez en 2001, se ensamblaba en la fábrica de Heuliez, filial de Irisbus. Los 49 modelos Civis fabricados en versión trolebús para la red de Bolonia nunca pudieron entrar en servicio debido a la denegación de la homologación en Italia. En 2015, Iveco Bus tuvo que sustituirlos por modelos Crealis.
Dos prototipos Civis con frontales Cristalis circulaban por la red TEOR de Rouen (Francia), pero fueron sustituidos por Irisbus Citelis e Irisbus Agoras debido a numerosos problemas y un consumo excesivo de combustible. Solo se conservó el sistema de guiado óptico. El T2C también operó brevemente con seis prototipos Civis.
El diseño exterior de la versión Las Vegas fue diseñado por Stéphane Maiore, de Renault Design.
El Civis, en su versión térmica, fue uno de los fracasos más estrepitosos de la gama Renault. Los ingenieros de Irisbus lo intentaron todo para reducir el consumo del motor Renault sin éxito, lo que condenó a esta versión al fracaso. Durante el desarrollo del Civis, se estudiaron e integraron en el catálogo otros modos de suministro de energía: uno exclusivamente eléctrico para convertirlo en un trolebús, con o sin motor auxiliar, y una versión dual que combinaba motor diésel y trolebús. Desde 2005, Irisbus ha centrado todos sus esfuerzos en la versión eléctrica del Civis, en competencia interna con el Cristalis, con el que comparte base. En Bolonia, la historia del Civis se repitió. Las 49 unidades pedidas se entregaron entre 2007 y 2010. La aventura terminó en un fiasco. El sistema de guiado fue considerado defectuoso por los conductores, y el Civis no alcanzó el rendimiento esperado. La red de Bolonia suspendió la producción de sus autobuses Civis en 2011, oficialmente debido a la falta de aprobación de las autoridades italianas. La red de Lyon consideró brevemente la reanudación de estos autobuses Civis en 2014, pero las pruebas resultaron un fracaso; la idea finalmente se abandonó.
En 2008, Irisbus logró vender tres autobuses Civis a la ciudad española de Castellón. Estos trolebuses de 12 metros se entregaron en 2008 y recibieron poca atención. Cabe destacar que la ciudad española había establecido rutas exclusivas para trolebuses que permitían un uso óptimo del sistema de guiado óptico. En 2010, debido a la falta de pedidos, Irisbus suspendió la producción del Civis. La historia del último autobús desarrollado por Renault sigue siendo caótica y cercana al fracaso industrial. Sin embargo, no todo está perdido: la base del Civis permitió el desarrollo del Cristalis, una versión de trolebús sin sistema de guiado, que alcanzó 172 pedidos. En cuanto al sistema de guiado desarrollado por Matra Transports, que posteriormente se convirtió en Siemens, puede instalarse en otros autobuses de la gama Irisbus.

## El sistema

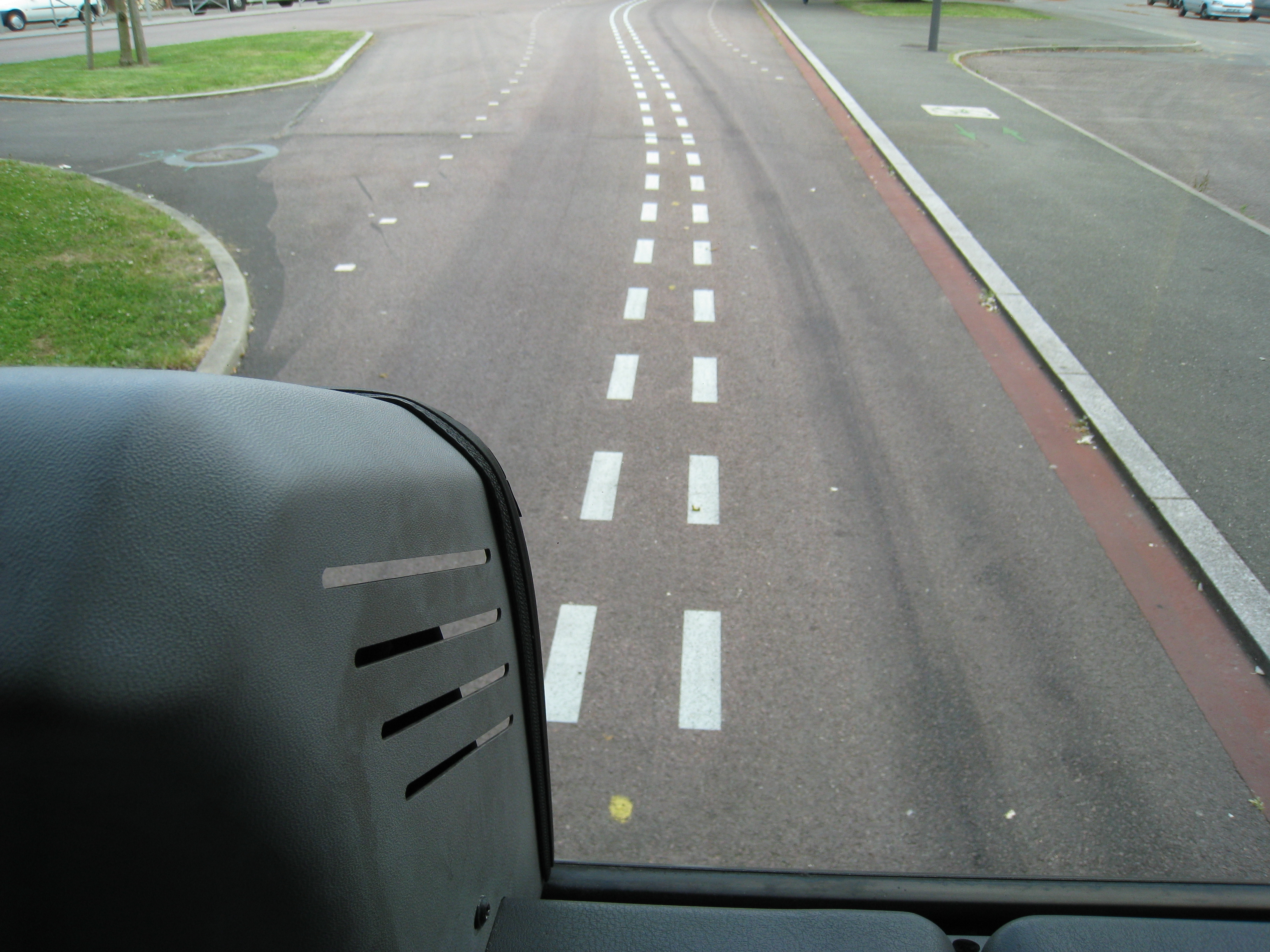
A la izquierda, en primer plano, la cámara y las líneas blancas que "lee" sobre el asfalto.

El Civis es un vehículo similar a un trolebús o autobús tradicional, pero equipado con una cámara y un sensor óptico en la parte delantera. El sensor lee las marcas horizontales especiales, consistentes en una doble franja de líneas blancas discontinuas a lo largo del recorrido, y el volante gira automáticamente para que el vehículo siga las líneas, manteniendo una trayectoria constante, sin necesidad de asistencia humana, únicamente mediante el procesamiento de los datos recopilados por los sensores ópticos. En caso necesario, la trayectoria automática puede desviarse de la trayectoria estándar: siempre hay un conductor a bordo, quien en estos casos se encarga de dirigir el vehículo manualmente, como en un vehículo de carretera tradicional.
Gracias al guiado óptico automático, el Civis puede acercarse a los andenes de las paradas de autobús, lo que permite el acceso a nivel del suelo. El vehículo no requiere carriles exclusivos ni otra infraestructura especial, sino únicamente marcas horizontales a lo largo de las rutas que cubre.
El peso bruto vehicular (PBV) no supera el límite establecido por el Código de Circulación italiano de 10 000 kg por eje a plena carga.
El sistema de guiado automático con sensor óptico, conocido comercialmente como Optiguide, Es producido por Siemens Transportation Systems (STS) y también está instalado en los autobuses Irisbus Agora e Irisbus Citelis utilizados en Rouen.

## Comercialización
El Irisbus Civis está actualmente en funcionamiento en dos ciudades: en Castellón de la Plana (España) desde 2008, en la versión trolebús, y en Las Vegas (EE.UU.) desde 2004, en la versión autobús.

### El caso de Bolonia
Se planeó la puesta en servicio del Civis en Bolonia, ya que el vehículo había ganado la licitación para la puesta en servicio de un vehículo cautivo con propulsión eléctrica y diésel. Las carreteras y carriles por los que circularía el vehículo solo habrían tenido que pintar las líneas blancas para su guiado óptico, mientras que las plataformas y los apartaderos aún debían construirse para facilitar el acceso a las personas con discapacidad y también serían utilizados por todos los demás vehículos del entonces ATC (actualmente TPER). Las obras comenzaron en 2007 por la administración del alcalde Sergio Cofferati, pero se interrumpieron en octubre de 2011 debido a la falta de aprobación del Ministerio de Infraestructuras sobre la seguridad del vehículo.
El proyecto se abandonó posteriormente, y los 49 vehículos, adquiridos durante la obra, permanecieron sin uso en los depósitos de TPER. Posteriormente, en noviembre de 2012, el Ayuntamiento de Bolonia e Irisbus firmaron un acuerdo para sustituir los 49 trolebuses Civis adquiridos, pero sin utilizar, por la misma cantidad de trolebuses Irisbus Crealis Neo, también fabricados por Irisbus con características técnicas similares a los Civis, pero con guiado tradicional, que utiliza el raíl guía únicamente para acercarse a los andenes en las paradas.  El 2 de febrero de 2016, el alcalde de Bolonia, Virginio Merola, inauguró el despliegue de los trolebuses Crealis en las líneas tradicionales, sin guiado óptico.
A partir de 2022, los trolebuses Crealis se utilizan en las líneas 13 (Borgo Panigale - Rastignano), 14 (Pilastro/Due Madonne - Barca) y 15 (Piazza XX Settembre - San Lazzaro Pertini).
El Civis en la versión de Bolonia ha sido homologado por el Ministerio de Infraestructuras y Transportes como trolebús.
Datos técnicos:
- Longitud: 18,430 m;
- Anchura: 2,550 m;
- Altura: 3,400 m.
- Peso bruto: 30.000 kg.
- Capacidad: 145 pasajeros.[13]

## Comparaciones con otros sistemas

### Phileas
Phileas es un sistema similar a Optiguide para mantener una trayectoria constante.
Este sistema se basa en guías magnéticas integradas en el asfalto para mantener una trayectoria constante, mientras que el sistema de Siemens se basa en el procesamiento de las marcas viales sobre el asfalto mediante un sensor óptico (una cámara ubicada en la parte frontal).

### O-Bahn
Otro sistema similar a Optiguide para mantener una trayectoria constante es el O-Bahn, que utiliza autobuses parcialmente modificados con rutas mecánicamente limitadas.

## Características técnicas
- Fabricante: Irisbus
- Longitud: 18,5 m con puesto de conducción en el centro del vehículo
- Ancho: 2,55 m
- Alto: 3,40 m
- Capacidad de carga: 110 a 120 pasajeros

## Guiado óptico
El sistema de guiado óptico Optiguide que ofrece Irisbus en el Civis se basa en el principio del procesamiento de imágenes. Una cámara lee las marcas viales pintadas en la parte delantera del vehículo, indicando la trayectoria óptima. La información recopilada es procesada por un microprocesador para influir en la dirección del vehículo como si fuera un raíl virtual, de ahí el nombre "Tramway" de Irisbus.
Durante esta maniobra, el conductor puede tomar el volante en cualquier momento.

## Explotación
Hoy en día, el Civis se utiliza en varias ciudades del extranjero:
| Lugares               | Redes   | Versiones                                     | Cantidades | Puesta en servicio | Reforma | Observaciones y particularidades |
| --------------------- | ------- | --------------------------------------------- | ---------- | ------------------ | ------- | --- |
| Las Vegas             | CAT Bus | Versión diésel-eléctrica Civis                | 10         | 2004               | 2016    | Los vehículos fueron construidos según los requisitos americanos (aire acondicionado reforzado, motor Cummins americano, etc.). |
| [[Bolonia\|]] Bolonia | ATC     | Versión de trolebús Civis                     | 49         | 2008               | 2011    | Los vehículos, entregados a partir de 2008, nunca fueron puestos en circulación porque el ministerio italiano nunca se pronunció sobre su seguridad. En 2013, un ejemplar se incorporó a la red TCL (Lyon) para realizar pruebas y decidir si se compran o no trolebuses italianos para la red de Lyon. Dado que las pruebas no arrojaron resultados concluyentes, el vehículo se encuentra almacenado en Iveco Vénissieux. Algunos de los demás vehículos serán devueltos a la fábrica de Heuliez Bus en Rorthais, mientras que otros terminarán en la planta de Cerizay. |
| Castellón             | TVRCas  | Versión estándar del trolebús Civis-Cristalis | 3          | 2008               |         | Los vehículos están guiados ópticamente. |
| Rouen                 | TEOR    | Civis con cara frontal de Cristalis           | 2          | 2001               | 2003    | Los vehículos estuvieron en funcionamiento pero fueron retirados prematuramente debido a numerosos problemas técnicos y al consumo excesivo de combustible. |
| Clermont-Ferrand      | T2C     | Civis 18                                      | 6          | 2001               | 2004    | La opción de compra del contrato de leasing no se ejerció, los seis vehículos Civis equipados con guiado óptico fueron retirados en 2006 y sustituidos por seis vehículos articulados clásicos Agora equipados con guiado óptico. |
| París                 | RATP    | Civis 18                                      | 2          |                    | 2005    | Vehículos probados en las líneas 91 y TVM. Retirados en 2005. |

El Civis dará origen al trolebús Irisbus Cristalis con el que comparte la mayoría de elementos.

## Anexidades